# Blut und Knochen
Blut und Knochen ist ein 2008 beim Verlag HarperCollins U.K. erschienener Kriminalroman von Stuart MacBride; der englische Originaltitel lautet Flesh House. Der Roman wurde von Andreas Jäger übersetzt und 2009 als deutsche Erstausgabe vom Goldmann Verlag veröffentlicht. Es ist der vierte Roman der Logan McRae-Reihe.

## Inhalt

### 30. Oktober 1987
Die Geschichte beginnt am 30. Oktober 1987. Jamie McLaughlin kommt einen Tag vor Halloween zu spät nach Hause. Als er schließlich mit seinem besten Freund Richard Davidson erscheint, werden sie nicht von Davidsons Mutter Catherine gebracht, sondern von einem Mann, der mit einer Margaret-Thatcher-Maske und einer blutigen Metzgerschürze bekleidet ist.

### 20 Jahre später
Zwanzig Jahre später werden bei „Thompson’s Cash and Carry“ in Altens, einem Stadtteil von Aberdeen in der Nähe des Hafens, menschliche Leichenteile zwischen dem Rinder- und Schweinefleisch entdeckt. Die Polizei hat sofort eine heiße Spur, denn in den späten 1980er Jahren trieb schon einmal der „Fleischer“ in Aberdeen sein Unwesen. Er tötete meist Ehepaare und hinterließ in ihren Häusern – nachdem er die Leichen noch vor Ort fachgerecht zerlegt hatte – nur ein Stück Menschenfleisch im Gefrierfach des Kühlschrankes und die Unmengen von Blut am Boden. Auch Ian und Sharon McLaughlin wurden Opfer des Fleischers. Jamie überlebte jedoch, da der Fleischer die Kinder stets verschonte. Bei der ersten Verbrechensserie wurde Ken Wiseman für die Morde zu fünfzehn Jahren Gefängnis verurteilt. Dieser ist jedoch wieder auf freiem Fuß und arbeitet bei seinem Schwager Andrew McFarlane in dessen Metzgerei, in der prompt menschliche Leichenteile gefunden werden. McFarlane wird verhaftet, während Wiseman vorerst nicht auffindbar ist. Zu den ersten „neuen“ Opfern des Fleischers zählen Duncan und Heather Inglis. Deren Sohn Justin wird unverletzt am Tatort gefunden, von Duncan und Heather fehlt allerdings jede Spur. Heather wird gefangen gehalten, während der Fleischer ihren Mann Duncan kopfüber aufhängt, ihn mit einem Schlachtschussapparat tötet, die Nerven mit einem Rückenmarkzerstörer durchtrennt, ihn häutet und ausnimmt.
Die Ermittlungen leitet DI Insch, der als junger Polizist auch schon in den 80er Jahren an der Ergreifung von Ken Wiseman beteiligt war. Logan McRae wird ihm zugeteilt, was DI Steel natürlich nicht gefällt. Nach einer Fehlgeburt hat sich Jackie Watson vorübergehend von Logan getrennt und sich zur Abteilung für organisiertes Verbrechen und Bandengewalt bei der Strathclyde Police in Glasgow versetzen lassen. Als Logan ihr in der Guy Fawkes Night am Strand von Aberdeen über den Weg läuft und ihr sagt, dass er sie nicht mehr liebt, schlägt sie ihm mit der Faust ins Gesicht, holt ihre Sachen aus seiner Wohnung und verwüstet Küche und Wohnzimmer. In der Zwischenzeit ist Ken Wiseman auf einem Rachefeldzug gegen DI Insch und dessen damaligen Vorgesetzten, den inzwischen pensionierten DCI Gary Brooks. Brooks hat sich als Leiter der Ermittlungen in den 1980er Jahren früh auf Wiseman eingeschossen und gemeinsam mit Insch ein Geständnis aus ihm herausgeprügelt. In der Guy Fawkes Night betäubt Wisemann Brooks mit Heroin, misshandelt ihn und wirft ihn schließlich vom Dach eines Hochhauses vierzig bis fünfzig Meter in die Tiefe. Kurz darauf bricht er bei Familie Insch ein und nimmt den DI, seine Frau und seine drei Töchter als Geiseln. Er misshandelt auch David Insch und den Hund der Familie und setzt ihm und seiner Frau Fleisch zu essen vor, von dem er vorgibt, es sei von einer der Töchter. Da die Befriedigung über den Tod von Brooks nur von kurzer Dauer war, will Wiseman Insch bis an sein Lebensende quälen. Er entführt Inschs jüngste Tochter Sophie, um diese an einen Pädophilen zu verkaufen. Als sich Wiseman mit dem Range Rover von DI Insch auf den Weg macht, erkennt Logan zufällig den Gesuchten im Privatfahrzeug seines Vorgesetzten. Er nimmt die Verfolgung auf und kann Wiseman festnehmen, nachdem dieser mit dem Fahrzeug verunfallt ist. Sophie Insch, die gefesselt im Kofferraum des Wagens liegt, überlebt den Unfall nicht.
In der Zwischenzeit verschwinden wieder Menschen. Valerie Leith wird Opfer des Fleischers, ihr Mann ist der bisher einzige überlebende Erwachsene. Nach einiger Zeit erkennt Logan, dass die Blutspuren im Haus der Leiths nicht dem gewohnten Modus Operandi des Fleischers entsprechen, und findet die Leiche in der Klärgrube hinter dem Haus. Die nächsten Opfer sind Tom und Hazel Stephen. Überreste der beiden werden zufällig in der Knochenmühle des Schlachthofes Alaba Farm Fresh Meats entdeckt. Obwohl die Knochen einwandfrei zugeordnet werden können und es nun klar ist, wie der Fleischer Knochen und Eingeweide entsorgt, tritt die Ermittlung weiter auf der Stelle. Nachdem die Schwestern Sandra und Maureen Taylor verschwunden sind, bringt erst die Ermordung von Marcus und Vicky Young die Ermittlung einen wesentlichen Schritt weiter. Eine Nachbarin hat den Fleischer gesehen, wie er das Haus ihrer Nachbarn betreten hat, und benachrichtigt die Polizei. Ein Streifenwagen ist in der Gegend und erreicht wenige Minuten später das Haus. Der Fleischer hat bereits angefangen, Marcus Young zu zerlegen. Vicky Young konnte fliehen, wird aber kurz darauf in der direkten Umgebung des Hauses tot aufgefunden. Bei der Suche nach Vicky Young treffen die Polizisten auch auf die verstörte und halbnackte Elizabeth Nichol aus der Nachbarschaft. Logan gelingt es, einen Zusammenhang zwischen Elizabeth Nichol, der Fleischerinnung und dem Haus von Nichols leiblichem Vater James Souter herzustellen. Doch zu diesem Zeitpunkt ist Nichol bereits mit PC Munro, die ihr als Opferschutzbeamtin zur Seite gestellt wurde, verschwunden. In einem der verlassenen Häuser hinter Alaba Farm Fresh Meats findet Logan ein Stollensystem. Der Fleischer kann erneut entkommen und tötet Alec, der als Kameramann der BBC die Ermittlungen im Fall des Fleischers dokumentiert. Logan, seine Exfreundin Jackie Watson und Chief Constable Faulds finden Reste von PC Munro, das Grab von Catherine Davidson – die 2001 als „geliebte Gefährtin“ von Nichol verstorben ist –, mehrere Zellen sowie Unmengen von verpacktem Menschenfleisch. Sie verfolgen Nichol, die in Begleitung von Heather Inglis ist, durch einen geheimen Zugang in den Schlachthof. Nichol tötet Faulds und durchlöchert die Hände von Jackie mit einem Bolzenschussapparat. Als Logan Nichol überwältigen will, stellt sich ihm Heather Inglins in den Weg. Letzten Endes kann Nichol entkommen, indem sie Heather in die Knochenmühle wirft.

### Sechs Monate später
Ein halbes Jahr nach den Vorfällen bei Alaba Farm Fresh Meats ist Heather Inglis wieder in ihrem Haus in „Fittie“, wie man den Aberdeener Stadtteil „Footdee“ nennt. Nach ihrem Fall in die Knochenmühle des Schlachthofes hat sie einen Teil ihres Beines verloren. Sie leidet am Stockholm-Syndrom und hat die Fenster ihres Hauses mit Spanplatten vernagelt. Elizabeth Nichol ist entkommen, ihr Alter Ego Kelley schickt Heather regelmäßig Postkarten aus dem Ausland, u. a. aus Prag. Heathers Sohn Justin ist am Leben und wohnt bei seiner Großmutter. Auf den letzten Seiten des Buches wird klar, dass Heather ebenso wie Catherine Davidson die „Gefährtin“ des Fleischers geworden ist. Heather hat James Souter, den Vater von Elizabeth, aus seinem Pflegeheim entführt. Während er in ihrem Haus an einen Stuhl gefesselt ist, brät und verspeist sie sein Herz.

## Allgemeines
Anders als seinen anderen Büchern, in denen MacBride fast ausschließlich aus der Sicht von Logan McRae erzählt, schildert er in Blut und Knochen die Geschehnisse u. a. auch aus der Sicht von Ian McLaughlin, Ken Wiseman, PC Munro und in regelmäßigen Abständen aus der Sicht von Heather Inglis.
Tom und Hazel Stephen spendeten an eine gemeinnützige Organisation, um als Opfer im Buch zu erscheinen. MacBride widmete ihnen die Rollen eines Ehepaars, das vom Fleischer entführt, getötet und zu Fleisch verarbeitet wurde.
Die Personen in den Zeitungsausschnitten werden von MacBrides Familienmitgliedern dargestellt. Sein Bruder Christopher erscheint als Ken Wiseman, seine Schwägerin als Catherine Davidson und eine gewisse Dame aus Fife als Valerie Leith.